# Khankendi
Stepanakert
Khankendi (en azéri : Xankəndi, en arménien : Խանքենդի) ou Stepanakert (Ստեփանակերտ en arménien), est une ville d'Azerbaïdjan, située dans le Haut-Karabagh. Entre 1991 et 2023, elle a été la capitale de la république arménienne du Haut-Karabagh, dont elle était aussi la plus grande ville. Pendant la trentaine d'années d'existence de cet État non reconnu par la communauté internationale, la très grande majorité des habitants (au nombre de 55 151 en 2015) étaient des Arméniens, les Azéris ayant fui ou été expulsés par les Arméniens lors de la première guerre du Haut-Karabagh en 1991. Lors de la seconde guerre en 2020, une grande partie des habitants arméniens fuient à leur tour la ville, sévèrement bombardée par les forces azerbaïdjanaises. Après l'offensive éclair des forces azerbaïdjanaises en septembre 2023, la quasi-totalité de la population abandonne la ville pour se réfugier en Arménie. La ville, devenue quasiment vide, est de nouveau azerbaïdjanaise. En décembre 2023, le président azerbaïdjanais Ilham Aliyev prévoit le retour dans la ville des Azéris, expulsés lors de la première guerre, pour 2024.

## Histoire

Siège, datant de la période soviétique, de l'ancien oblast autonome du Haut-Karabagh, abritant de 1994 à 2023 la présidence de la république du Haut-Karabagh.

Selon les sources médiévales arméniennes, le lieu est pour la première fois mentionné sous le nom Vararakn (Վարարակն, « torrent rapide ») ; il remonterait au moins au XIIIe siècle, comme l'attestent des khatchkars récemment retrouvés sur place. Ce village est renommé Khankendi  (Xankəndi) en 1847. Les sources azerbaïdjanaises font quant à elles remonter l'histoire de la ville à la fondation du village Khankendi (« village du khan ») par le khan du Karabagh à la fin du XVIIe siècle.
La ville moderne reçoit le nom de Stepanakert en 1923 en mémoire de Stepan Chahoumian, chef bolchevik arménien de Bakou (Azerbaïdjan). Sous l'ère soviétique, la ville devient un important centre économique ; vers 1985, elle compte 19 centres de production.
Lorsque l'Azerbaïdjan déclare son indépendance en 1991, la cité est renommée Khankendi dans le cadre d'une campagne de « désoviétisation » et d'« azérification » de l'ancien oblast autonome du Haut-Karabagh, peuplé majoritairement d'Arméniens. Des combats s'ensuivent, qui dégénèrent en guerre. Au cessez-le-feu de 1994, l'ancien oblast autonome et ses alentours sont sous contrôle arménien, territorialement accolés à l'Arménie, mais Stepanakert, qui comptait avant le conflit environ 70 000 habitants, n'en comptait plus que 50 000 en 1992 à la suite des bombardements azerbaïdjanais, en particulier au début de cette année lors des tirs d'artillerie depuis la ville de Chouchi. Peu nombreuses sont les constructions à ne pas avoir été endommagées. Stepanakert a également subi diverses attaques terrestres azerbaïdjanaises, toutes infructueuses. La prise de Chouchi par les forces arméniennes, le 9 mai 1992, met fin aux tirs d'artillerie, mais les bombardements aériens continuent jusqu'à la fin de la guerre.
Le 27 septembre 2020, au début de la guerre arméno-azerbaïdjane de 2020, la ville subit un intense bombardement azerbaïdjanais. Les forces azéries lancent des bombes à sous-munitions ainsi que des bombes au phosphore blanc, interdites depuis 2010, sur des quartiers civils, et une grande partie de la population quitte la ville.
Le 19 septembre 2023, la ville est une nouvelle fois bombardée lors de l'attaque des forces azéries, rompant ainsi l'accord de cessez-le-feu signé à la fin du conflit de 2020. À la suite du blocus du corridor de Latchine pendant dix mois, les troupes azerbaïdjanaises profitent de l'affaiblissement des forces du Haut-Karabagh pour ainsi bombarder la population civile.
Stepanakert est encerclée le 22 septembre. La capitulation des forces du Haut-Karabagh entraîne dans les jours qui suivent l'exode de la quasi-totalité de ses habitants qui se réfugient en Arménie. Le 15 octobre, l'armée azérie entre à Stepanakert, rebaptisée Khankendi, alors que le président Aliyev hisse le drapeau du pays devant l'ancien palais présidentiel. Le 8 novembre, l'armée azerbaïdjanaise défile dans la ville pour célébrer le « jour de la Victoire ».
Depuis, les autorités azerbaïdjanaises accélèrent la transformation de la ville et font notamment démolir début 2024 les bâtiments qui abritaient l'Assemblée nationale du Haut-Karabagh, l'hôtel Armenia et l'Union des combattants pour la liberté de l'Artsakh,. Construit à leur emplacement sur la place de la Victoire (ancienne place de la Renaissance), un Centre des congrès est inauguré en juillet 2025. D'autre part, un quartier entier de la vieille ville est détruit en 2024 pour laisser la place à un « parc de la Victoire ».

## Enseignement
- Université du Karabagh

## Économie
Avant la guerre de 1991, l'économie de la ville reposait sur l'agro-alimentaire, le commerce de la soie ainsi que sur la production de vins. Durement touchée, cette économie s'est redressée peu à peu entre 1992 et 2020, principalement grâce aux investissements en provenance de la diaspora arménienne, mais a été à nouveau grandement affectée par la guerre de 2020.

## Jumelage
- Montebello, Californie, États-Unis (2005).
- Saint-Sébastien (Donostia), Espagne (2014)[21].

## Galerie

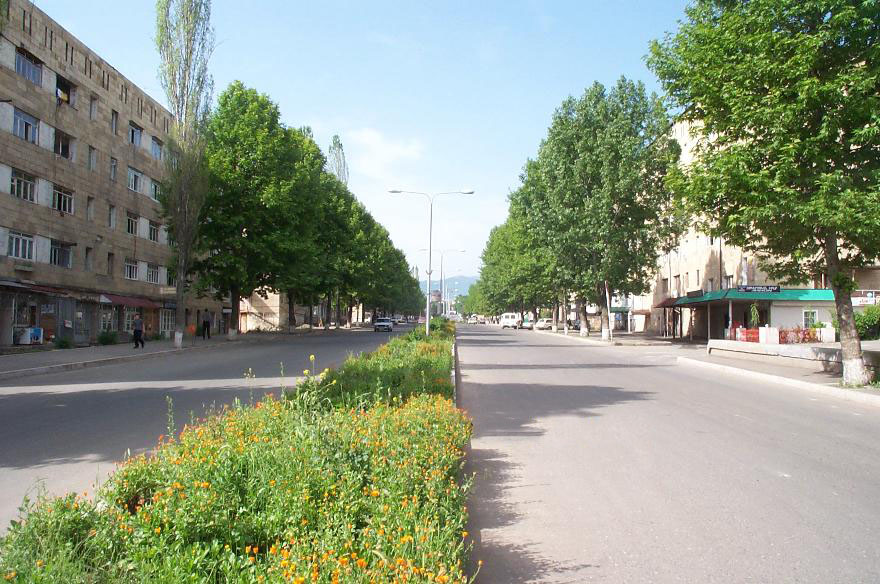
Artère principale.
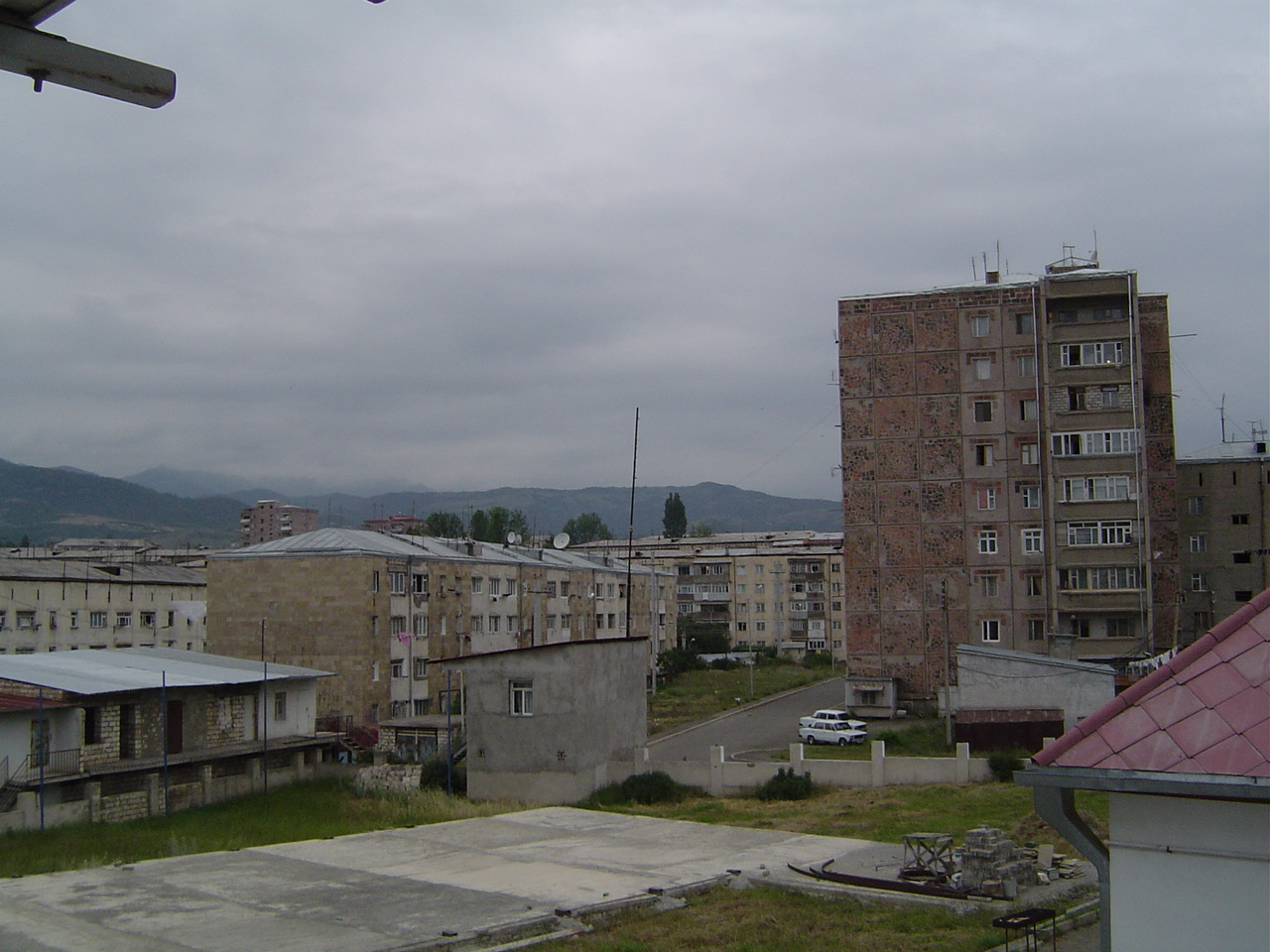
Immeubles résidentiels à Stepanakert.
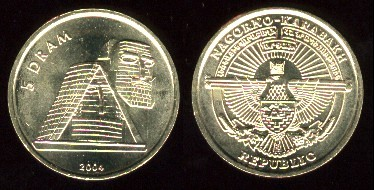
Monument « Nous sommes nos montagnes », monnaie locale.